# Мотильов Олександр Анатолійович
Олександр Анатолійович Мотильов (нар. 17 червня 1979, Свердловськ, Російська РФСР) — румунський (раніше російський) шахіст, гросмейстер (2000). Чемпіон Європи 2014 року. Чемпіон Росії 2001 року.
У складі збірної Росії срібний призер командного чемпіонату світу 2001 року.
Його рейтинг станом на січень 2025 року — 2596 (178-ме місце у світі, 4-те в Румунії).

## Кар'єра
Переможець чемпіонатів Росії серед юніорів до 16 та 18 років.
На Кубку світу 2007 року, що проходив в Ханти-Мансійську, Олександр поступився в другому колі китайському шахісту Бу Сянчжи з рахунком 2,5 на 3,5 очка.
У червні 2009 року Олександр Мотильов з результатом 7 з 9 очок (+5-0=4) став переможцем 10-го міжнародного турніру ім. Анатолія Карпова (Пойковський)
На кубку світу 2011 року вилетів в першому колі, поступившись на тай-брейку українцеві Юрій Дроздовському з рахунком 4 — 5.

### 2014
У березні 2014 року з результатом 9 очок з 11 можливих (+7-0=4) став переможцем 15-го чемпіонату Європи.
У квітні 2014 року з результатом 5½ з 9 можливих очок (+4-2=3) посів 2 місце на турнірі XVII категорії «Меморіал Вугара Гашимова» (турнір В).
У травні 2014 року розділив 5-8 місця на 15-му міжнародному турніру ім. Анатолія Карпова (Пойковський). Результат Олександра 4½ з 9 можливих очок (+2-2=5), турнірний перфоменс склав 2700 очок.
У липні 2014 року набравши 3½ очок з 10 можливих (+1-4=5) посів останнє 6 місце на Меморіалі Ханса Сурі, що проходив в швейцарському місті Біль.

### 2015
У лютому 2015 року розділив 22-50 місця (за додатковим показником — 40 місце) на турнірі Gibraltar Chess Festival 2015. Результат Олександра на турнірі — 6½ з 10 очок (+5-2=3), турнірний перфоманс склав лише — 2520 очка.
У березні 2015 року з результатом 7½ очок з 11 можливих (+4-0=7) посів 13 місце на чемпіонаті Європи, що проходив у Єрусалимі.
У вересні 2015 року на кубку світу ФІДЕ вилетів у другому колі поступившись Анішу Гірі на тай-брейку з рахунком 1 — 3.
У жовтні 2015 року на чемпіонаті світу зі швидких та блискавичних шахів, що проходив у Берліні, посів:
 — 39 місце на турнірі зі швидких шахів, набравши 8½ з 15 очок (+5-3=7),
 — 143 місце на турнірі з блискавичних шахів, набравши 9 з 21 очка (+7-10=4).
У грудні посів 15 місце на опен-турнірі «Al-Ain Classic», що проходив в Аль-Айні (ОАЕ), його результат — 6 очок з 9 можливих (+3-0=6).

## Турнірні досягнення
| Рік  | Місто           | Турнір                           | + | −  | = | Результат | Місце  |
| ---- | --------------- | -------------------------------- | - | -- | - | --------- | ------ |
| 1998 | Санкт-Петербург | 51-й чемпіонат Росії             | 2 | 5  | 4 | 4 з 11    | 53-57  |
| 2001 | Еліста          | 54-й чемпіонат Росії             | 4 | 0  | 5 | 6½ з 9    | Gold   |
|      | Охрид           | 2-й чемпіонат Європи             | 5 | 2  | 6 | 8 з 13    | 23     |
| 2003 | Красноярськ     | 56-й чемпіонат Росії             | 5 | 2  | 2 | 6 з 9     | 3-10   |
|      | Стамбул         | 4-й чемпіонат Європи             | 4 | 1  | 8 | 8 з 13    | 42     |
| 2004 | Москва          | 57-й чемпіонат Росії             | 3 | 3  | 4 | 5 з 10    | 4-7    |
| 2005 | Москва          | 58-й чемпіонат Росії             | 2 | 3  | 6 | 5 з 11    | 8      |
|      | Варшава         | 6-й чемпіонат Європи             | 4 | 1  | 8 | 8 з 13    | 30     |
| 2007 | Дрезден         | 8-й чемпіонат Європи             | 4 | 0  | 7 | 7½ з 11   | 25     |
|      | Біль            | 40-й міжнародний турнір          | 1 | 3  | 5 | 3½ з 9    | 7-10   |
|      | Ханти-Мансійськ | Кубок світу ФІДЕ                 | 1 | 0  | 3 | 2½ з 4    | 1/32   |
| 2008 | Пловдив         | 9-й чемпіонат Європи             | 4 | 1  | 6 | 7 з 11    | 40     |
| 2009 | Пойковський     | 10-й міжнародний турнір          | 5 | 0  | 4 | 7 з 9     | Gold   |
|      | Будва           | 10-й чемпіонат Європи            | 5 | 1  | 5 | 7½ з 11   | 28     |
| 2010 | Пойковський     | 11-й міжнародний турнір          | 0 | 3  | 8 | 4 з 11    | 12     |
|      | Рієка           | 11-й чемпіонат Європи            | 3 | 0  | 8 | 7 з 11    | 51     |
| 2011 | Екс-ле-Бен      | 12-й чемпіонат Європи            | 4 | 0  | 7 | 7½ з 11   | 26     |
|      | Ханти-Мансійськ | Кубок світу ФІДЕ                 | 0 | 0  | 2 | 1 з 2     | 1/64   |
| 2013 | Легниця         | 14-й чемпіонат Європи            | 4 | 3  | 4 | 6 з 11    | 104    |
| 2014 | Єреван          | 15-й чемпіонат Європи            | 7 | 0  | 4 | 9 з 11    | Gold   |
|      | Шамкір          | «Меморіал В.Гашимова» (турнір В) | 4 | 2  | 3 | 5½ з 9    | Silver |
|      | Пойковський     | 15-й міжнародний турнір          | 2 | 2  | 5 | 4½ з 9    | 5-8    |
|      | Владивосток     | 67-й чемпіонат Росії (вища ліга) | 4 | 1  | 4 | 6 з 9     | 4      |
|      | Біль            | 47-й міжнародний турнір          | 1 | 4  | 5 | 3½ з 10   | 6      |
| 2015 | Гібралтар       | 14-й міжнародний турнір          | 5 | 2  | 3 | 6½ з 10   | 40     |
|      | Єрусалим        | 16-й чемпіонат Європи            | 4 | 0  | 7 | 7½ з 11   | 13     |
|      | Баку            | Кубок світу ФІДЕ                 | 0 | 0  | 4 | 2 з 4     | 1/32   |
|      | Берлін          | Чемпіонат світу зі швидких шахів | 5 | 3  | 7 | 8½ з 15   | 39     |
|      | Берлін          | Чемпіонат світу з бліцу          | 7 | 10 | 4 | 9 з 21    | 143    |
|      | Аль-Айн         | «Al-Ain Classic»                 | 3 | 0  | 6 | 6 з 9     | 15     |